# Vực (sinh học)

Hệ thống cấp bậc trong phân loại khoa học

Trong phân loại sinh học, một vực (regio, domain, empire, realm) hay liên giới (cũng gọi siêu giới, lãnh giới, lĩnh giới: superregnum, superkingdom) là một đơn vị phân loại bậc cao nhất cho sinh vật, hơn cả giới, trên vực còn có liên vực hoặc siêu vực (superdomain). Vực là bao gồm chung nhất trong việc gộp nhóm sinh học. Việc sắp xếp các đơn vị phân loại này phản ánh các khác biệt tiến hóa nền tảng trong các bộ gen.
Hiện tại tồn tại một số kiểu phân loại vực của sự sống. Trong số này có:
- Hệ thống hai vực, với việc gộp nhóm ở cấp cao nhất với hai vực là Sinh vật nhân sơ (Prokaryota hay Monera) và Sinh vật nhân chuẩn (Eukaryota).
- Hệ thống bốn giới với việc gộp nhóm cao nhất gồm 4 giới: Sinh vật nguyên sinh (Protista), Giới Khởi sinh (Monera) gồm  Vi khuẩn và Nấm, Thực vật (Plantae), Động vật (Animalia).
- Hệ thống năm giới với việc gộp nhóm cao nhất gồm 5 giới: Sinh vật nguyên sinh (Protista), Vi khuẩn (Monera), Nấm (Fungi), Thực vật (Plantae), Động vật (Animalia).
- Hệ thống sáu giới với việc gộp nhóm cao nhất gồm 6 giới: Sinh vật nguyên sinh (Protista), Vi khuẩn cổ (Archaebacteria), Vi khuẩn thật sự (Eubacteria), Nấm (Fungi), Thực vật (Plantae), Động vật (Animalia).

và gần đây nhất là: 
- Hệ thống ba vực do Carl Woese đề xuất năm 1990, với việc gộp nhóm cao nhất là 3 vực Cổ khuẩn (Archaea), Vi khuẩn (Bacteria) và Sinh vật nhân chuẩn (Eukarya).

Do những việc gộp nhóm này phụ thuộc chủ yếu vào phân tích các dữ liệu chuỗi gen và miêu tả theo nhánh học, nên các sắp xếp đề xuất bổ sung là hoàn toàn có thể sẽ diễn ra.

## Hình ảnh